# Bucculatrix centroptila
Bucculatrix centroptila är en fjärilsart som beskrevs av Edward Meyrick 1934. Bucculatrix centroptila ingår i släktet Bucculatrix och familjen kronmalar. Inga underarter finns listade i Catalogue of Life.